# Неполомиці
Неполомиці, або Неполоміце (пол. Niepołomice) — місто в південній частині Польщі, на річці Вісла, 25 км на схід від Кракова.
Належить до Велицького повіту Малопольського воєводства.

## Географія
У місті бере початок річка Дрвінка.

## Пам'ятки
Справжня перлина м. Неполомиці — реконструйований королівський замок XIV століття, який не лише радо приймає гостей міста, але є також його культурним центром. В галереях замку виставлено близько 450 картин та 50 скульптур, постійно діє виставка колекції мисливських трофеїв.

## Освіта
Освіта Нєполоміце представлена початковими школами, гімназією, фундамент якої був закладений за реформування освітньої галузі країни в 1999 році, а також післягімназійними школами — групою загальноосвітніх шкіл та групою професійних шкіл. Усі вони ставлять за мету — підготувати дітей до життя в сучасному світі, залучаючи їх до участі у різноманітних наукових та творчих проектах.

## Демографія
Демографічна структура станом на 31 березня 2011 року:
|          | Загалом | Допрацездатний вік | Працездатний вік | Постпрацездатний вік |
| -------- | ------- | ------------------ | ---------------- | -------------------- |
| Чоловіки | 4801    | 1086               | 3307             | 408                  |
| Жінки    | 5186    | 1022               | 3260             | 904                  |
| Разом    | 9987    | 2108               | 6567             | 1312                 |